# Fernando Vázquez
Fernando Vázquez Pena (Castrofeito, 24 ottobre 1954) è un allenatore di calcio spagnolo.